# 程明超

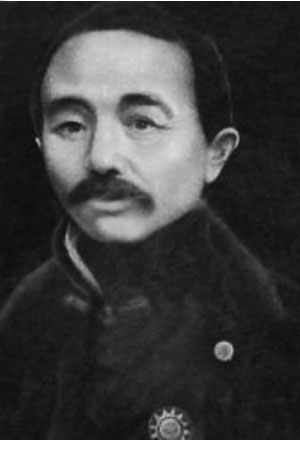

程明超（1880年—1947年），字子端，笔名窦燕石，湖北黄州人，清朝及中华民国官员、书法家。

## 生平
程明超十岁中秀才，此后考入湖北两湖书院。光绪二十八年（1902年），由两湖书院选派到日本留学，入东京弘文书院学习日语及普通学科。毕业留校任讲友。其间，结识孙中山、黄兴。后与李书城等在日本创办《湖北学生界》杂志。
光绪二十八年（1902年）暑假期间，與和留日同学祝兰亭等回国，在湖北黄州考棚街设光黄学社讲习所。光绪二十九年（1903年）暑假，和留日同学陈英才等回湖北应乡试，中举人。光绪三十一年（1905年），考入京都帝国大学法学部法律学科。
光绪三十三年（1907年），程明超毕业回国，钦赐游学进士，授翰林院编修。宣统二年（1910年），曾选资政院钦选硕学通儒议员，但和朱献文一样未被钦点。次年才补点成为硕学通儒议员。
辛亥革命中吴禄贞遇刺身亡后，程明超作为其留日同学曾负责治丧。中华民国元年1月，任南京中华民国临时大总统孙中山的秘书长。民国十年（1921年）1月，任两湖巡阅使公署机要处长。民国十五年（1926年）不再在政府任职。 此后主要研究书法。

## 家庭
- 小儿子：程耀南
- 次女：程耀茂